# Leo Sidran
Leo Sidran (Madison, 1976. november 27. –), amerikai Grammy-díjra is jelölt zenész, zeneszerző, előadó, producer. Az Oscar-díjat nyert „Al Otro Lado Del Rio” dal szerzője (The Motorcycle Diaries c. film).

## Pályafutása
Fiatalon indult el zenei pályafutása. A funk-jazz ütőhangszeres Clyde Stubblefieldtől tanult dobolni. Tinédzserként turnézott a veterán rocksztár Steve Millerrel.

## Lemezek
- Depleting Moral Legacy (1999)
- L Sid (2000)
- Bohemia (2004)
- Mucho Leo (2014)[2]
- Entre Chien Et Loup (2015)
- Cool School (The Music of Michael Franks) (2018)
- The Art of Conversation (2021)
- What's Trending (2023)